# Pronodesmus melas
Pronodesmus melas är en mångfotingart som beskrevs av Cook 1896. Pronodesmus melas ingår i släktet Pronodesmus och familjen fingerdubbelfotingar. Inga underarter finns listade i Catalogue of Life.